# Max Winterfeld

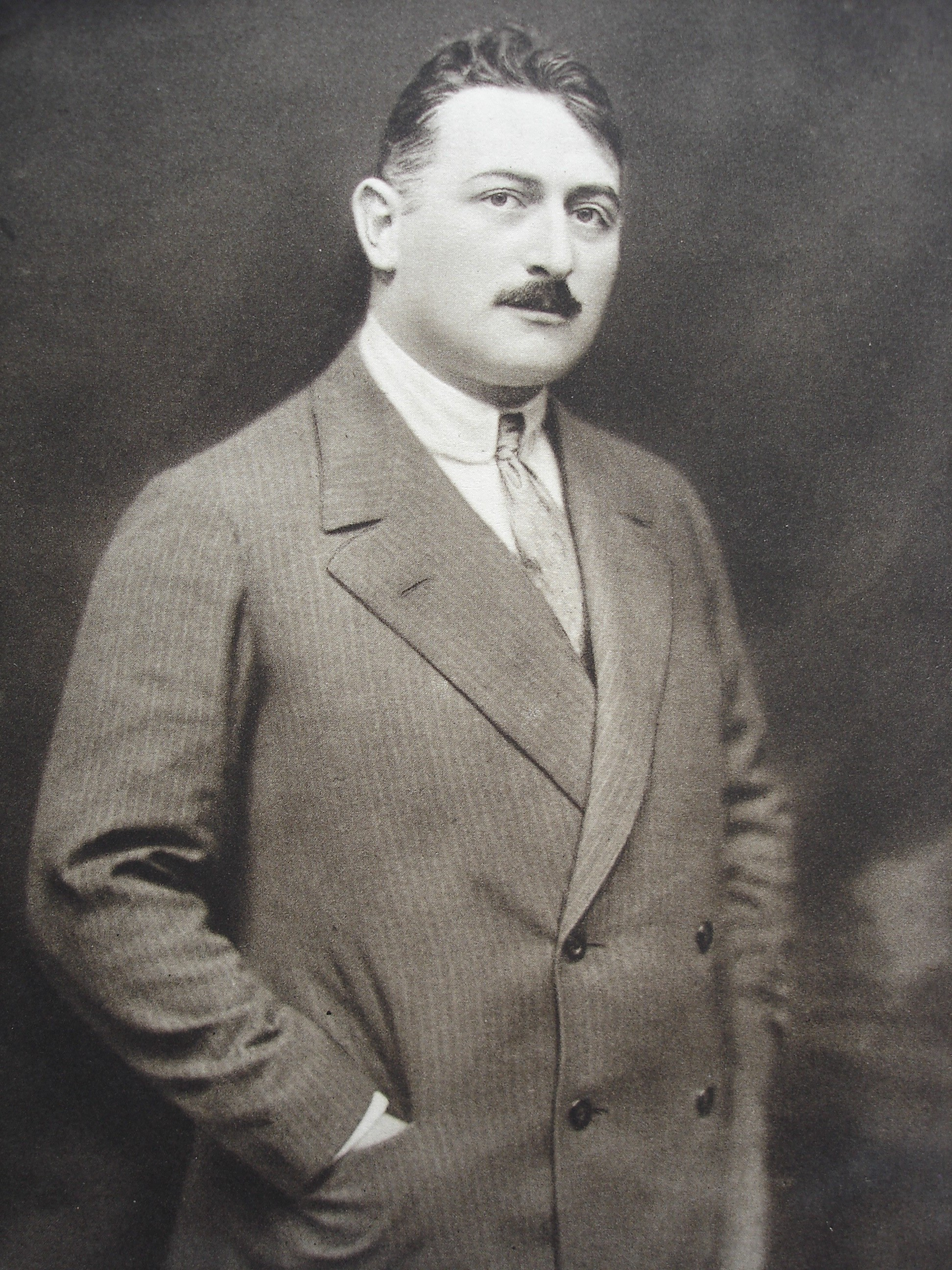
Max Winterfeld, fotograferad 1913.

Max Winterfeld, född 11 februari 1879 i Hamburg, död 10 december 1942 i Buenos Aires (Argentina), var en tysk kompositör, mest känd under sin pseudonym Jean Gilbert.
Winterfeld var elev till Xaver Scharwenka, blev 1897 kapellmästare i Bremerhaven, 1899 i Hamburg samt senare vid Apolloteatern i Berlin. Från 1910 var han uteslutande verksam som tonsättare. 
Winterfelds mest spelade operetter är Die keusche Susanne (Kyska Susanna) (1910), Polnische Wirtschaft (1910), Die Kino-Königin (1911), Frau im Hermelin (1918), Katja (1922) och Das Weib im Purpur (1923).